# Billy Strayhorn
William Thomas "Billy" Strayhorn (Dayton, 29 de novembro de 1915 — Nova Iorque, 31 de maio de 1967) foi um arranjador, compositor, pianista e músico profissional norte-americano.

## Vida profissional

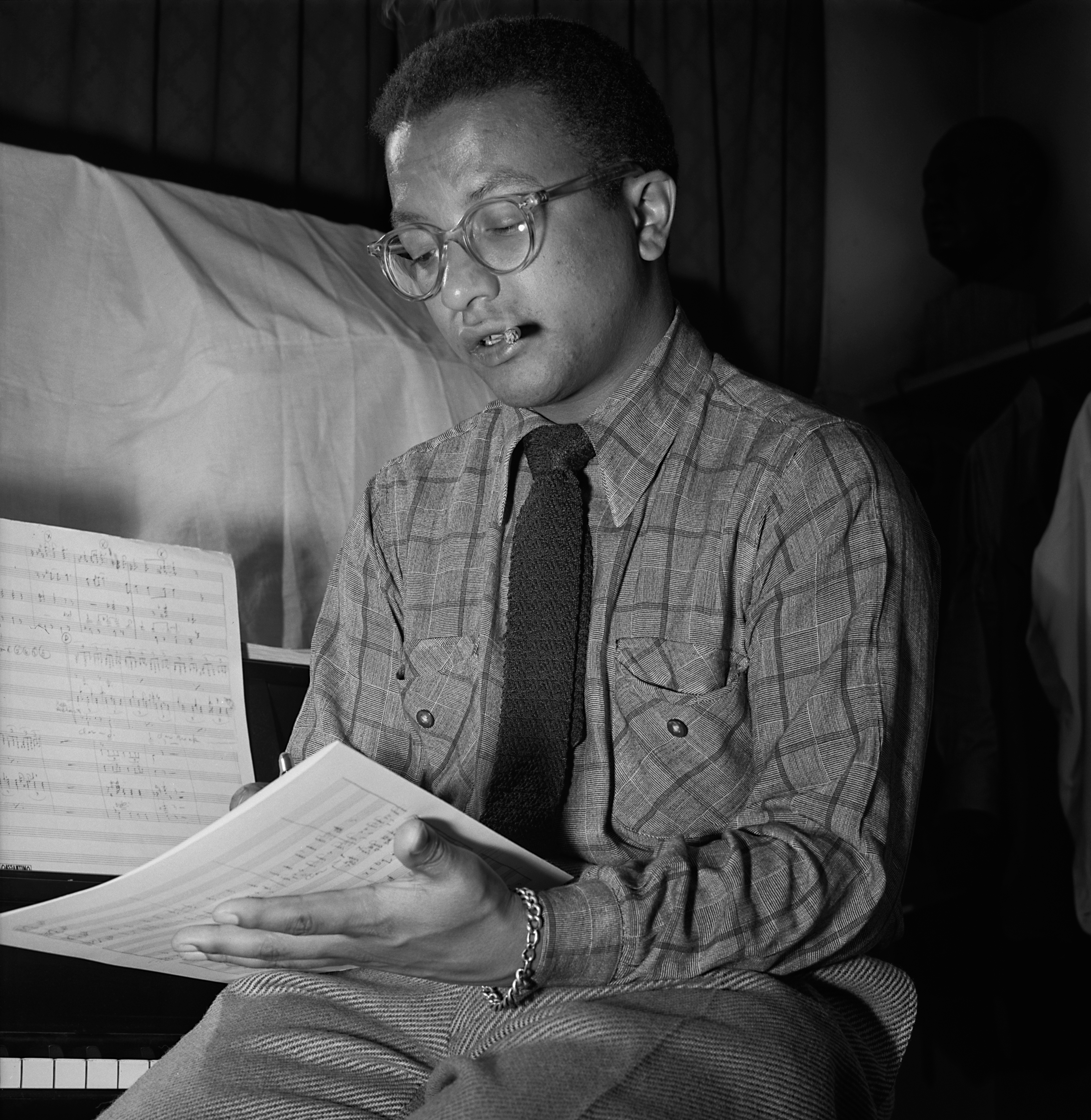
Billy Strayhorn, compositor de jazz, pianista, letrista e arranjador norte-americano. Foto por William P. Gottlieb entre 1946 e 1948.

Strayhorn iniciou sua carreira no Pittsburgh Music Institute e foi na cidade de Pittsburgh que ele conheceu Duke Ellington após um concerto, em 1938. Após uma breve e informal demonstração de seu talento, Strayhorn foi convidado por Ellington para trabalhar com ele em Nova Iorque, o que resultou em uma parceria musical que durou mais de vinte e cinco anos, terminando somente com a morte prematura de Strayhorn, vítima de câncer.
Uma das composições mais notavelmente associadas a Strayhorn é Lush Life, escrita por ele entre 1933 e 1938. Outra peça de Strayhorn é "Take the A Train", classificada como um Jazz Standard, e que frequentemente era tocada no início dos shows de Ellington, bem como nos de Ella Fitzgerald. Strayhorn tocou a sua última peça, Blue Cloud, para seu parceiro Duke Ellington no hospital, antes de falecer. Meses depois Ellington, tendo alterado o título para Blood Count, incorporou esta última peça produzida pelo seu amigo, como um tributo a ele, em seu álbum And His Mother Called Him Bill.

## Vida particular
Strayhorn sempre foi mantido a sombra de Ellington, apesar de seu próprio talento excepcional. Algumas das biografias sobre Strayhorn sugerem que isso tenha sido assim por ele ter vivido uma vida abertamente homossexual numa era em que a homofobia era mais a regra do que uma exceção.